# Sports+
Sports+ fue un canal de televisión por suscripción de Brasil con los deportes, la programación y las películas que debutaron en adultos 2013. El canal estaba disponible en el operador SKY Brasil y sustituyó a Sky Sports (Brasil) tenía una versión en alta definición.
Torneos y Competencias, a través de su subsidiaria Time Out, lanzó en Brasil el nuevo canal de deportes Sports+, que está disponible desde el 31 de enero de 2013 y es distribuido por SKY Brasil, la mayor operadora de TV satelital del país, fue cerrado el 2015.

## Eventos

### Futbol
- Clasificación de CONMEBOL para la Copa Mundial de Fútbol
- Liga BBVA
- Copa del Rey (excepto a Final de la competición).
- UEFA Champions League
- Copa EuroAmericana

### Básquetbol
- NBA
- Euroliga de Basquete

### Tenis
- ATP 250
- ATP 500

### Rugby 13
- Liga Nacional de Rugby 13

### Entretenimiento
- Películas de aventura
- Programación adulta
- Documentales

## Equipo deportivo

### Narradores
- Mauricio Bonato
- Rafa Spinelli (Rafael Spinelli)
- Marcelo do Ó

### Comentaristas
- Clio Levi (Claudio Levi)
- Leo Lucas (Leonardo Lucas)
- Mario Mendes
- Daniel Souza
- Ricardo Bugarelli

## Cierre de transmisiones
El 19 de mayo de 2015, se anunció que el canal se cerraría. Además de problemas con la justicia, el canal perdió los derechos de la Liga de Campeones de la UEFA para el Esporte Interativo y la NBA. El 21 de junio, el canal Sports + cierra sus transmisiones en vivo con la final del ATP 250 de Halle. Los contratos de sus funcionarios se cerraron. El 15 de julio, Sky anunció que el canal se cerraría el 15 de agosto. Hasta entonces, el canal estaba exhibiendo películas y redifusiones de eventos.
El 15 de agosto de 2015, al mediodía, el Sports + termina sus actividades después de 2 años, tras la redifusión del Real Madrid x Barcelona, por la Liga española.

## Competidores
- SporTV
- ESPN Brasil
- BandSports
- Fox Sports (Brasil)